# Neda Agha-Soltan Graduate Scholarship

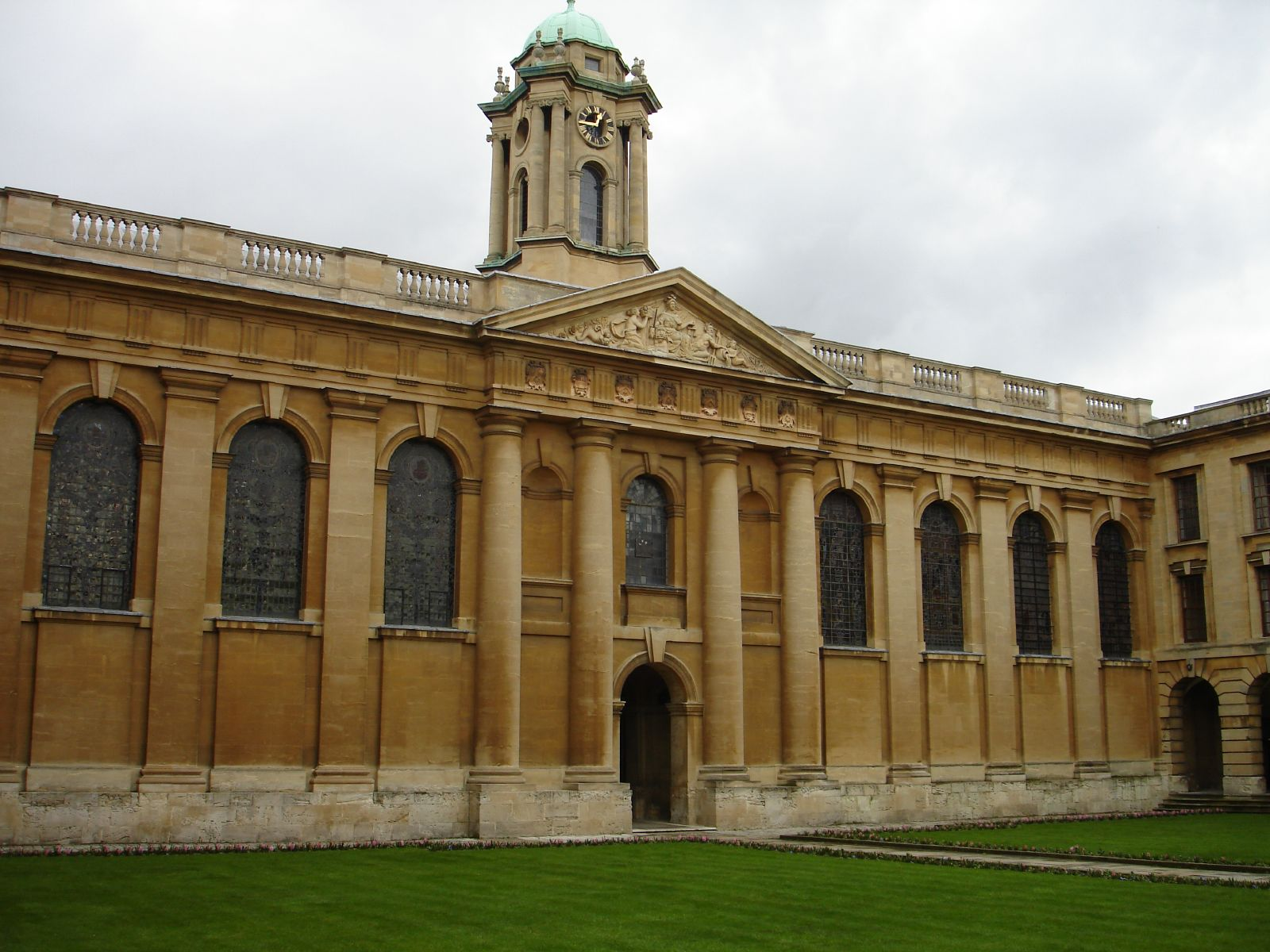
Queen's College Uniwersytetu Oksfordzkiego, na którym w 2009 ustanowiono stypendium imienia Nedy Aghi-Soltan.

Neda Agha-Soltan Graduate Scholarship – stypendium przyznawane dla studentów studiów doktoranckich z filozofii na Queen's College (Uniwersytet Oksfordzki). Do wyróżnienia preferowani są obywatele irańscy lub osoby irańskiego pochodzenia. Zostało ustanowione w 2009 roku po śmierci Nedy Agha-Soltan, studentki filozofii, zastrzelonej w czasie protestów ulicznych po wyborach prezydenckich w Iranie. College otrzymał ofertę od dwóch anonimowych sponsorów, chcących ufundować stypendium upamiętniającą zabitą studentkę. Uczelnia zdecydowała się przyjąć darowiznę na ten cel w wysokości £65,000. Pierwszą osobą, która otrzymała stypendium, jest Arianne Shahvis, studentka filozofii irańskiego pochodzenia.
Ustanowienie stypendium spotkało się z krytyczną reakcją irańskich władz. W odpowiedzi redakcja "Timesa" pochwaliła decyzję o utworzeniu stypendium. Z kolei wśród brytyjskich dyplomatów pojawiła się opinia, że stypendium imienia Nedy Aghy-Soltan jest kolejnym gwoździem do trumny w stosunkach brytyjsko-irańskich.